# Verona
Verona är en gammal kulturstad och kommun i den italienska provinsen Verona, regionen Veneto i norra Italien. Staden ligger vid en krök av Adige-floden alldeles öster om Gardasjöns sydliga spets. Staden har i långa tider varit en viktig knutpunkt, då den ligger där den nord-sydliga vägen genom Alperna korsar den öst-västliga vägen genom Po-slätten. Verona är kanske mest berömd för att vara skådeplatsen för Shakespeares pjäs Romeo och Julia, men staden är också känd för den vackra och välbevarade romerska amfiteatern Arena di Verona.

## Historia
Veronas ursprung är ganska osäkert och man vet inte ens hur staden kom att kallas Verona. Arkeologiska fynd visar att platsen har varit bebodd av människor sedan förhistorisk tid, och området togs sedan över av etruskerna, det första omnämnandet av platsen gjordes på 400-talet f.Kr. Stadens centrum bär fortfarande spår av etruskisk och romersk arkitektur, 89 f.Kr var Verona en viktig romersk militär besittning, kallad Colonia Augusta Verona. Likt de flesta städer som är grundade på en romersk militär anläggning, är den gamla delen av Verona uppdelad i fyra kvarter av två korsande huvudgator. De flesta av de bevarade romerska lämningarna som amfiteatern, Teatro Romano, flera broar, murar och valv, kan dateras till 100-talet f. Kr. Endast Rom överträffar Verona i antal bevarade romerska arkitektoniska lämningar. Stadens betydelse för det romerska riket kan illustreras av det faktum att inte mindre än tre antika vägar slutade i Verona: Via Claudia Augusta, Via Gallica och Via Postumia. Den romerske skalden Catullus kom från Verona.

## Sport
Fotboll är den stora sporten i staden. Verona har två lag, Hellas Verona FC (serie A) och AC ChievoVerona (serie A). Hellas Verona vann serie A 1984/1985, och tog sig till andra omgången i UEFA Champions League säsongen 1985-86. Stadsderbyt mellan Chievo och Hellas kallas för "Derby Della Scala".
Staden hade ett damlag i fotboll, Foroni Verona FC 1989-2004. De vann serie A och representerade Italien i UEFA Women's Champions League säsongen 2003-04. A.S.D. C.F. Bardolino Verona är ett damlag som bildades 1995 och spelar i serie A. De representerade Italien i UEFA Women's Champions League säsongen 2005-06, 2007-08, 2008-09, 2009-10, 2010-11 och 2012-13.
I världsmästerskapet i fotboll 1990 spelades tre matcher på arenan Stadio Marc'Antonio Bentegodi.
Stadio Marc'Antonio Bentegodi är hemmaarena för både Hellas Verona FC (serie A) och AC ChievoVerona (serie A).

## Monument och byggnadsverk
Verona är berömt för sina många sevärdheter i form av monument, som speglar stadens rika och betydelsefulla historia.

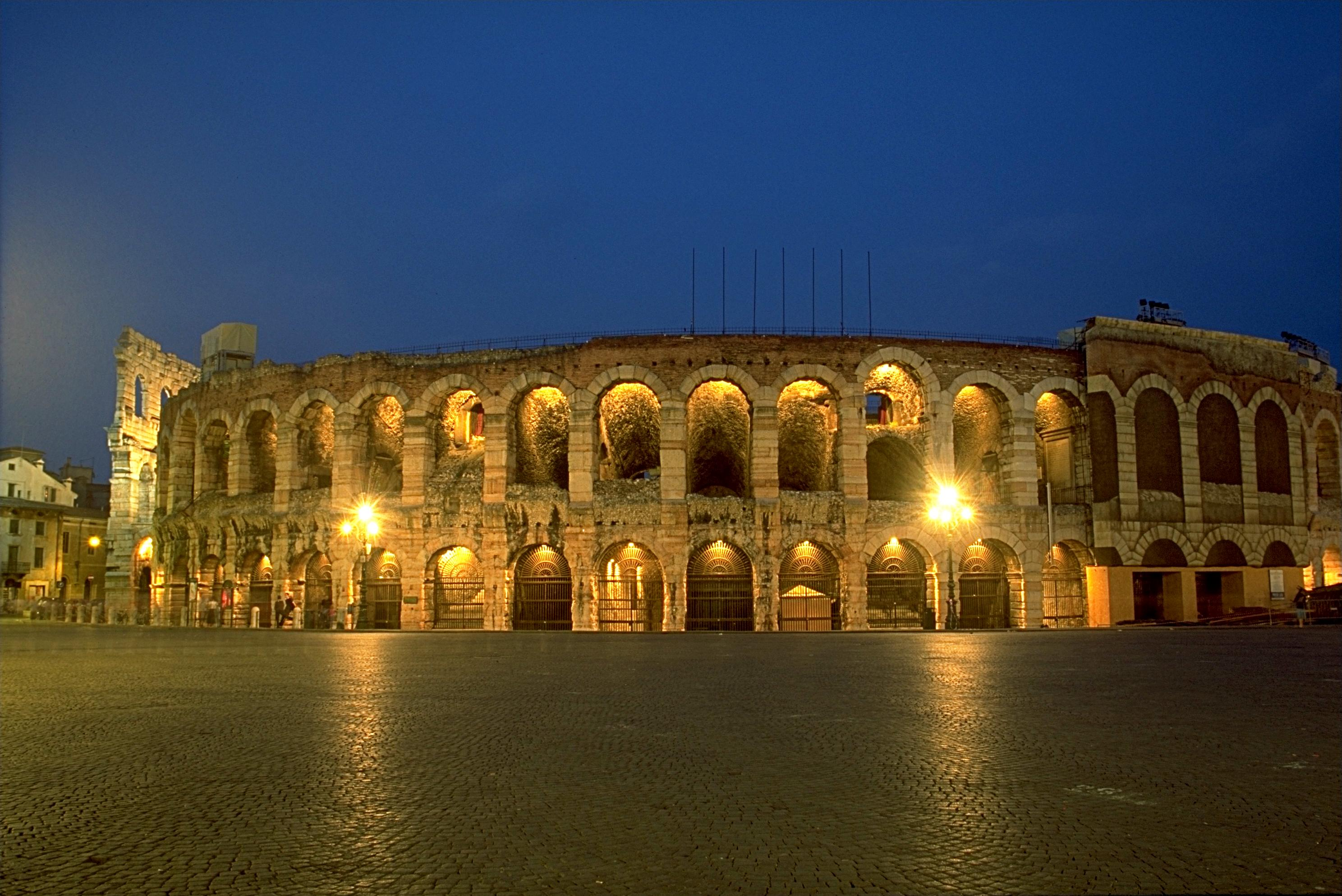
Veronaarenan
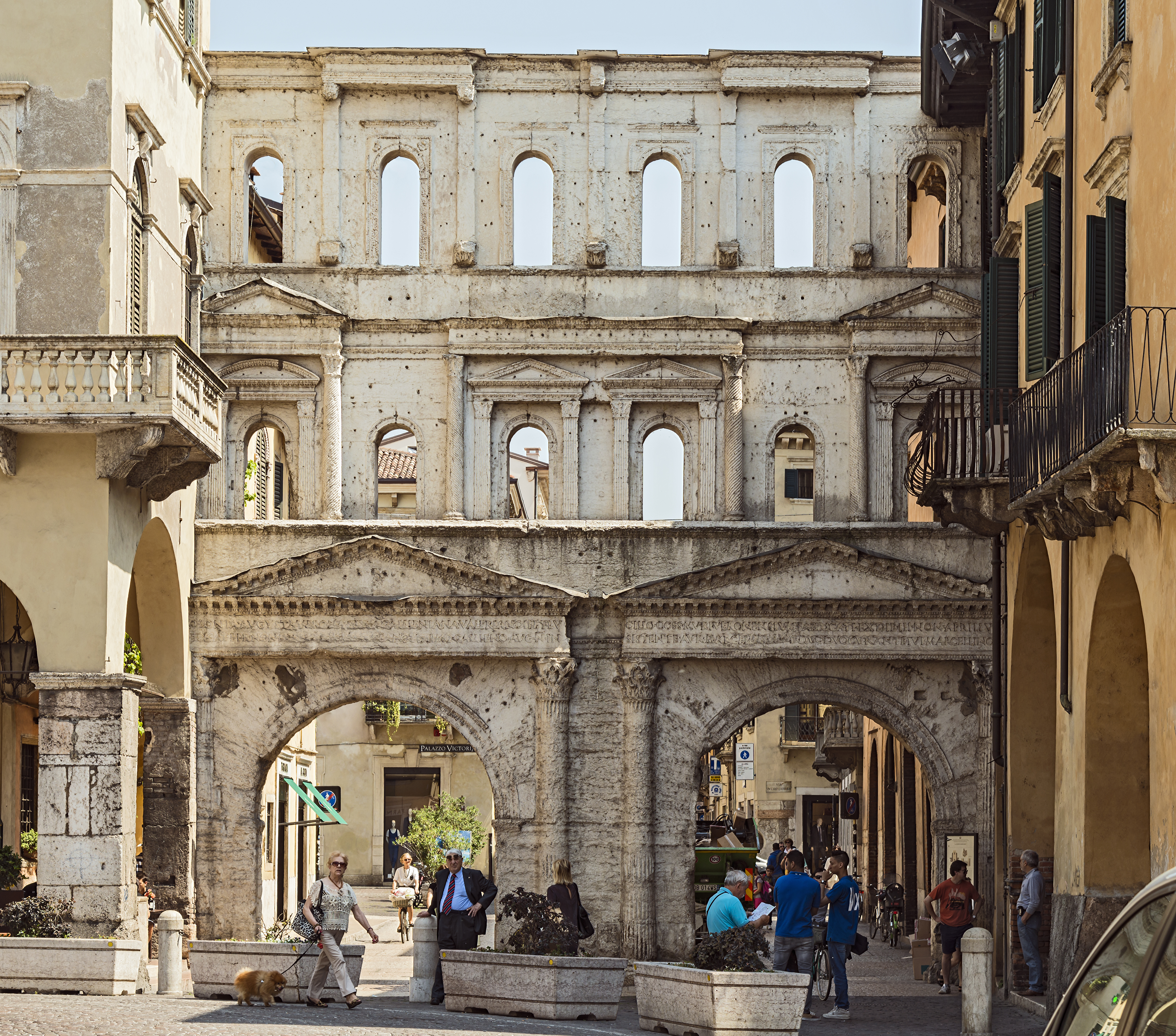
Porta Borsari
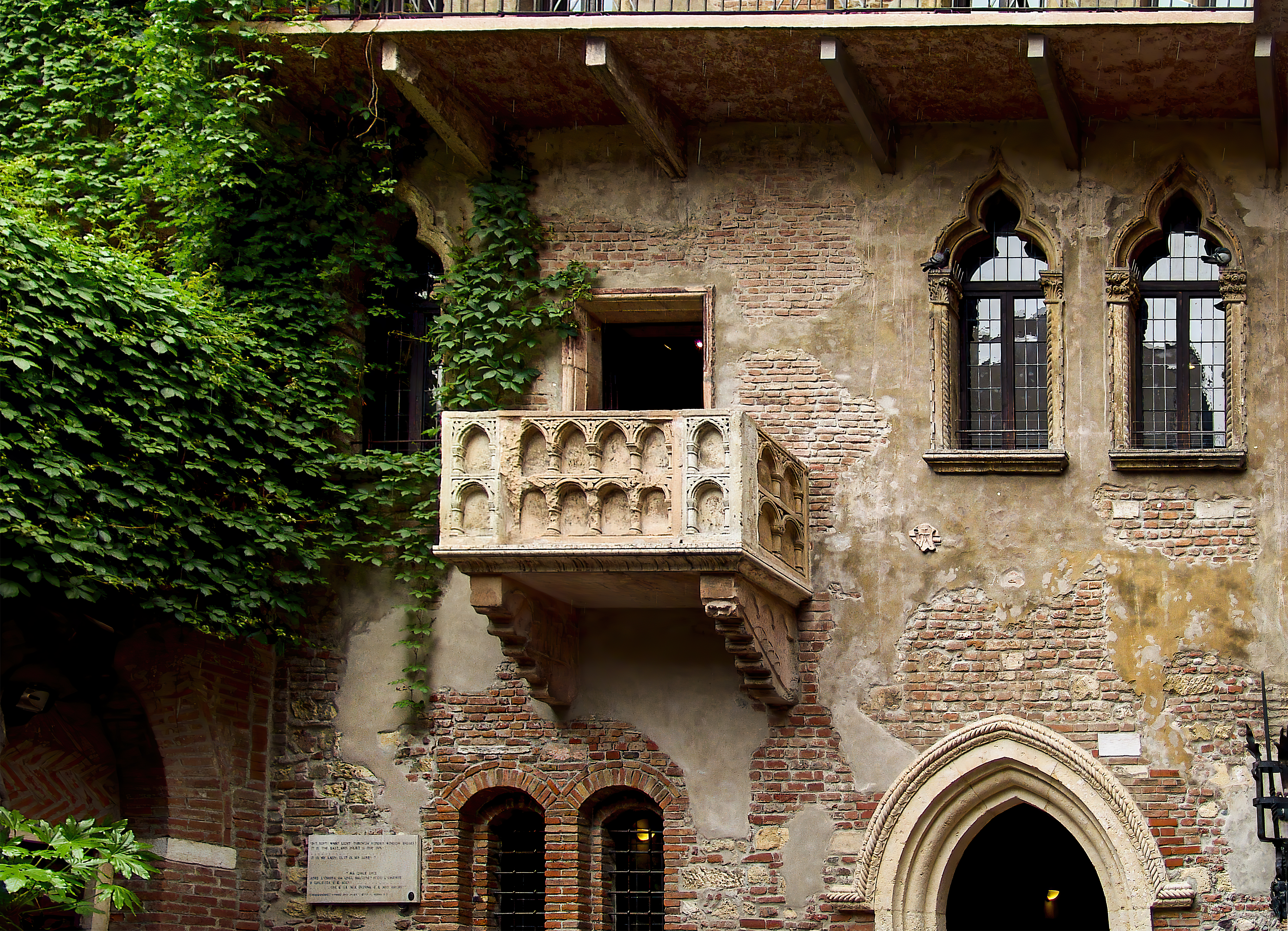
Julias balkong
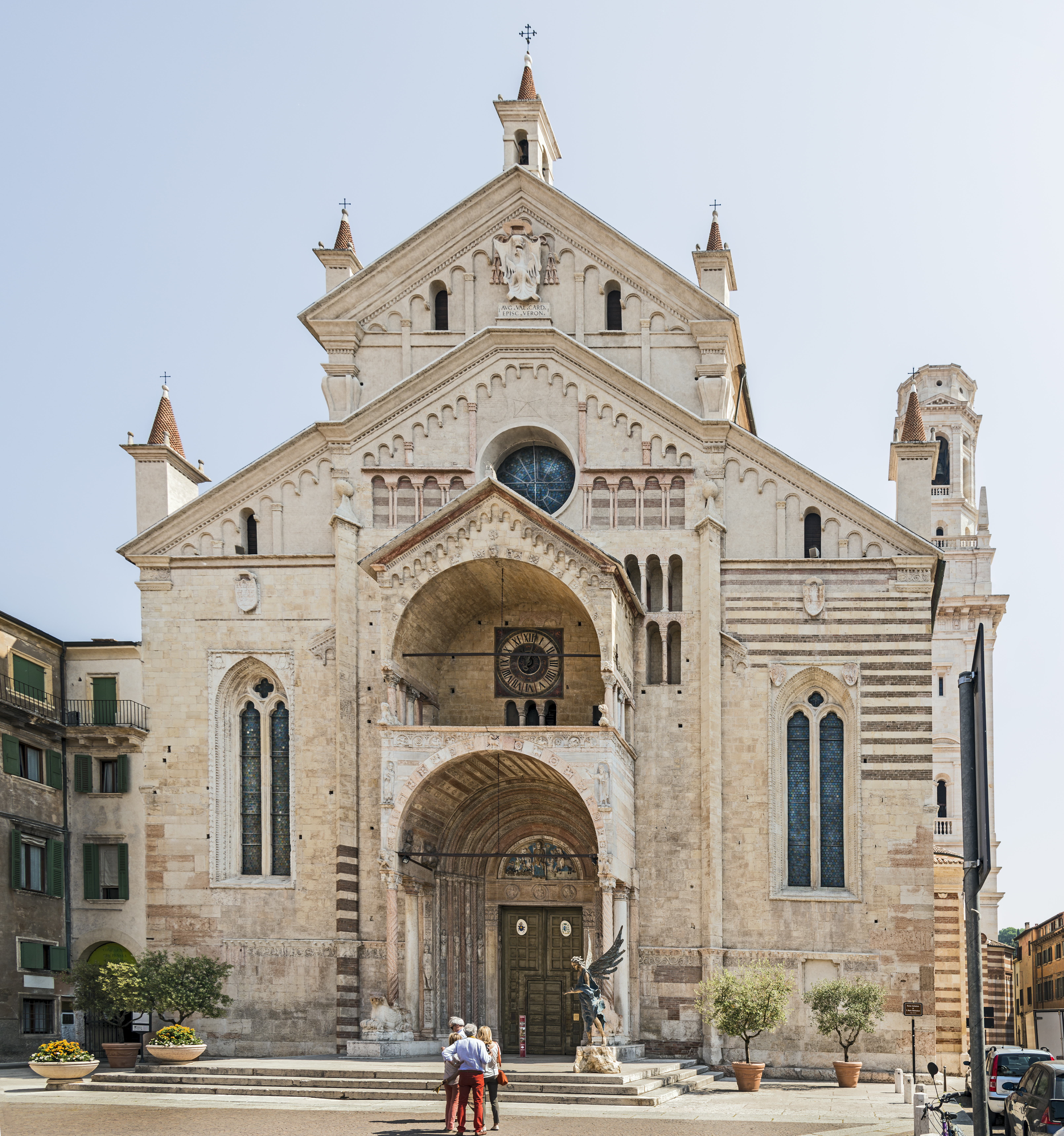
Katedralen i Verona
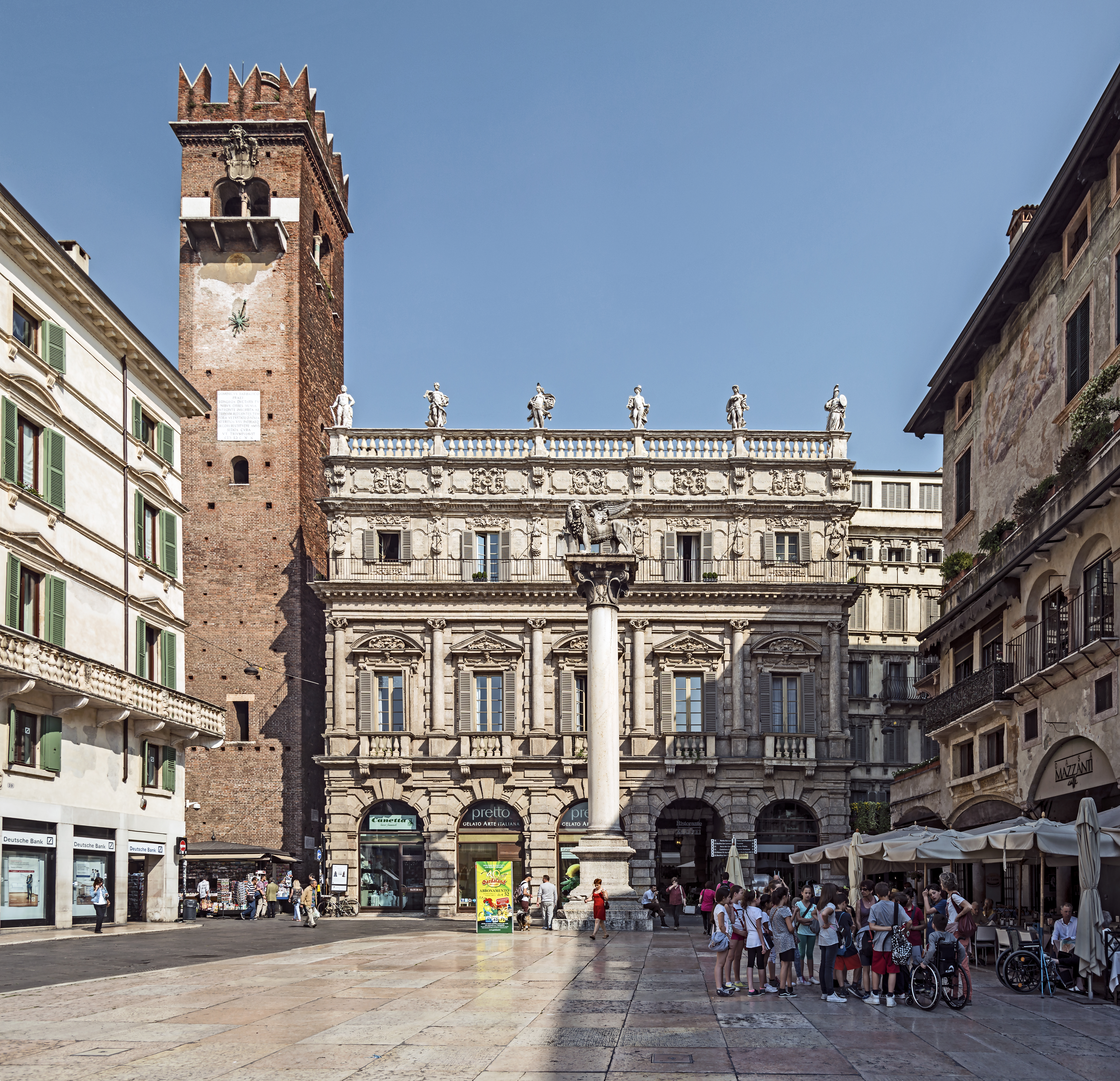
Palazzo maffei
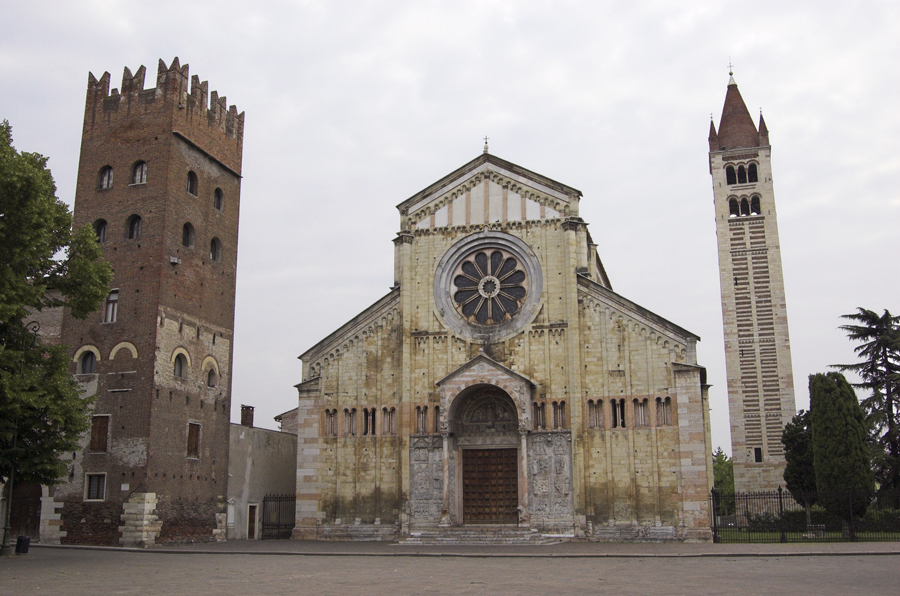
San Zeno
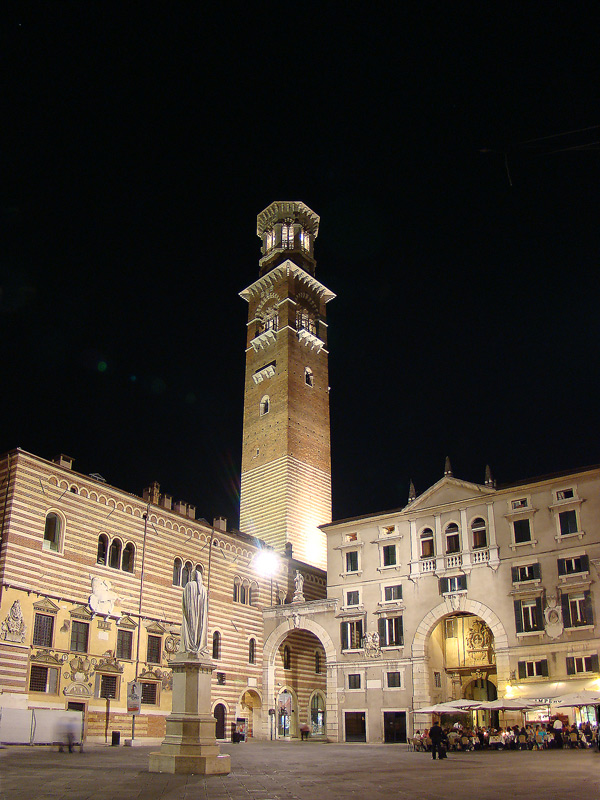
Centrala Verona
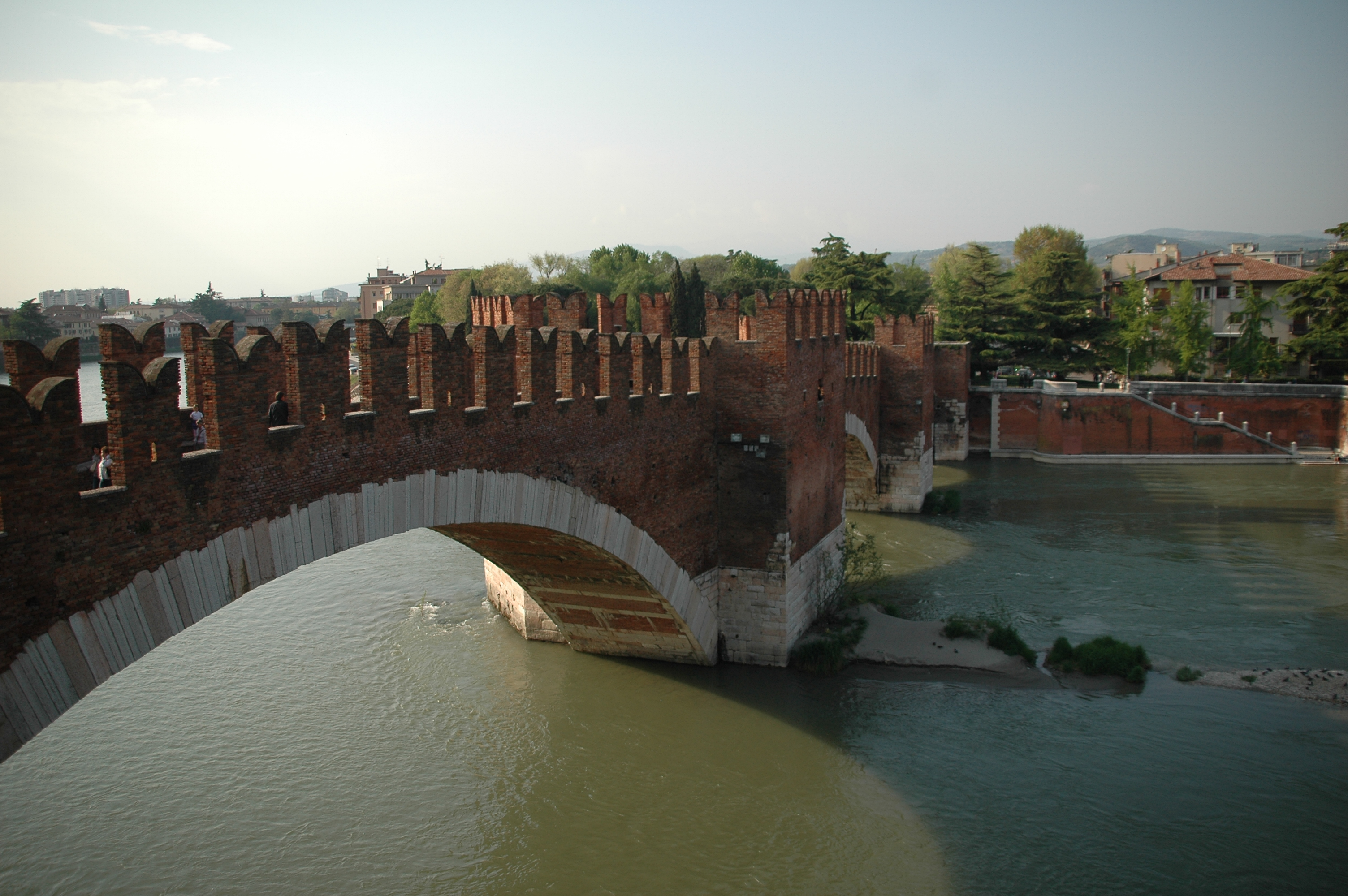
Ponte Scaligero

### Romerska monument och byggnadsverk
Arena di Verona är en stor amfiteater, byggd under det första århundradet efter Kristus. Arenan är elliptisk med de yttre måtten 152 gånger 123 meter (innermåtten är 75 gånger 44 meter) vilket gör den till en av de största i Europa; i Italien är möjligen endast Colosseum i Rom och amfiteatern i Capua större. Arenan drabbades 21 maj 1117 av ett jordskalv som förstörde hela den yttre väggen. Endast fyra valvbågar klarade sig, och dessa finns fortfarande kvar på arenans nordvästra sida. Dessa ger en bild av hur arenan ursprungligen såg ut, med en höjd på över 30 meter. Arenan är fortfarande välbevarad och i juli-augusti varje år spelas internationellt uppmärksammade uppsättningar av opera och balett på arenan inför upp till 20 000 åskådare. Det har under flera år även getts populärmusikaliska konserter med grupper/artister som Pink Floyd, Simple Minds, Duran Duran, Deep Purple, The Who, Dire Straits, Mike Oldfield, Rod Stewart, Sting, Pearl Jam, Radiohead och Muse.

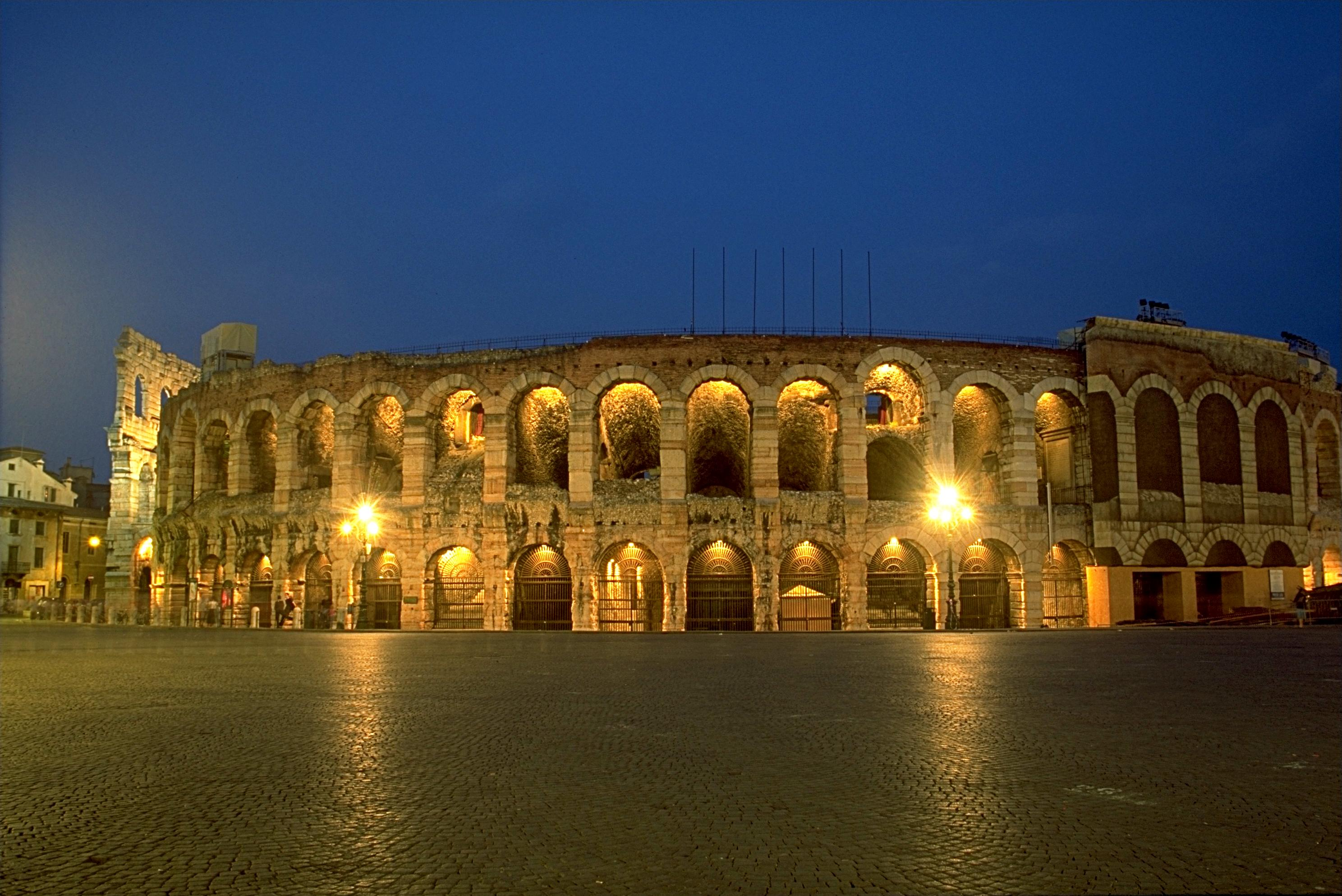
Den gamla välbevarade romerska arenan rymmer cirka 20 000 personer

Teatro Romano (den romerska teatern) byggdes vid tiden för Kristi födelse och har under årens lopp blivit bortglömt och överbyggt av andra hus. På 1800-talet köpte en rik veronesare vid namn Andrea Monga upp hela området, rev husen och grävde ut de gamla romerska lämningarna och bevarade dem till eftervärlden. På somrarna spelas här Shakespeare-föreställningar.
Porta dei Borseri är en välbevarad stadsport från Veronas ursprungliga stadsmur. En inskription i valvet anger årtalet 245 e.Kr. samt det dåvarande namnet på staden, Colonia Verona Augusta.
Ponte della Pietra är en bro som löper över floden Adige. Bron byggdes på 100-talet e.Kr och har därefter raserats och återuppbyggts ett antal gånger, bland annat 1298 samt efter andra världskriget då tyska trupper sprängt alla broar över floden.